# Andrea Lombardini
Andrea Lombardini (* 4. Dezember 1978 in Venedig) ist ein italienischer Jazz- und Fusionmusiker (E-Bass, Komposition).

## Wirken
Lombardini absolvierte sein Philosophiestudium mit einer Arbeit über Musikästhetik und Jazz am Steffani-Konservatorium in Castelfranco. Als Instrumentalist besuchte er Seminare und Meisterkurse am Berklee College of Music, bei Siena Jazz, EuroMeet/New School und bei den Musikern Lee Konitz und Steve Swallow.
Lombardini spielt seit 2000 professionell Jazz mit Musikern wie Pietro Tonolo, Francesco Bearzatti, Gianluca Petrella, Roberto Cecchetto, Tommaso Cappellato und Camilla Battaglia, aber auch mit Donny McCaslin, Michael Blake, Dave Binney, Josh Johnson, Steve Cardenas, Jason Lindner, Ambrose Akinmusire, Mark de Clive-Lowe, Melanie Charles, Shabaka Hutchings und Jonas Burgwinkel. Er gründete eigene Bands wie ein Klaviertrio mit Leo Genovese und Bob Gullotti, das Quintett Broken Band mit Fulvio Sigurtà, Federico Casagrande, Francesco Bigoni und Marcos Cavaleiro, The Framers mit Phil Mer und Jason Lindner, poL0 mit Paolo Porta und Em4ncipation mit Yah Supreme und Alessandro Rossi. 
Im Rock-Jazz-Trio Chiamalo traf Lombardini auf den Gitarristen Tolo Marton. Weiterhin tourte er international mit den Post-Noise-Bands Buñuel (mit Eugene Robinson) und Robox. Zudem hat er als Sessionmusiker mit Popstars wie Mario Biondi, Malika Ayane, Red Canzian und Annalisa Scarrone sowie mit Chiara Canzian gearbeitet. Er ist auch auf Alben von Alessandro Rossi Quartet und The Plug zu hören.
2004 gewann Lombardini den Euro Bass Day-Wettbewerb. Zudem unterrichtet er E-Bass am Tomadini-Konservatorium in Udine.

## Diskographische Hinweise
- Massimo Chiarella, Andrea Lombardini, Michele Polga: La Première Heure (Azzurra Music 2004)
- Andrea Lombardini Trio: ALT 88 (Caligola 2009, mit Bob Gullotti, Leo Genovese)[3]
- Fulvio Sigurtà, Andrea Lombardini, Alessandro Paternesi: SPL (CAM 2013)
- Andrea Lombardini with Michel Godard, Emanuele Maniscalco: Diminuendo (CAM 2016)
- Claudio Filippini, Andrea Lombardini, U.T. Gandhi: Two Grounds (CAM 2018)
- Mark De Clive-Lowe, Andrea Lombardini & Tommaso Cappellato: Dreamweavers (Mother Tongue Records 2020)
- Paul Cattaneo, Tim Lefebvre, Andrea Lombardini: Hypersphere (Freecom Hub 2024)[4]